# Operaie della Croce
Le Operaie della Croce (in spagnolo Obreras de la Cruz) sono un istituto secolare femminile di diritto pontificio.

## Storia
L'istituto fu fondato dal sacerdote Vicente Garrido Pastor: su incarico dell'arcivescovo di Valencia, nel 1923 iniziò a dedicarsi all'assistenza alla gioventù cattolica e, da quest'opera, ebbero origine alcuni centri di apostolato.
Dopo la guerra civile spagnola, alcune giovani formatesi in questi centri chiesero di poter professare i consigli evangelici restando nel mondo e costituirono una pia unione, canonicamente eretta dall'arcivescovo di Valencia il 28 giugno 1940.
La pia unione fu eretta in istituto secolare di diritto diocesano il 21 ottobre 1964 e ricevette il pontificio decreto di lode il 12 giugno 1971.
Le operaie della Croce lavorano generalmente come insegnanti e collaborano alle opere parrocchiali nelle località in cui si trovano; in alcuni casi, conducono vita comune e dirigono cliniche, case per esercizi spirituali, residenze per sacerdoti e pensionati.

## Diffusione
Oltre che in Spagna, l'istituto è presente in Bolivia, Cile, Francia, Italia, Paesi Bassi.
La sede principale è in calle Pintor Vilar a Valencia.
Nel 1973 l'istituto contava 819 membri.